# Paolo Emiliani Giudici

## Biografia
Entrou na ordem dominicana, na Igreja de São Domenico (Palermo), Palermo contra a sua vontade, e saiu em 1841. Excluído do Sicilia por motivos políticos em 1843, foi primeiramente para Livorno e depois para Florença onde foi professor de estética na Academia de Belas Artes. Na 1867 foi eleito deputado; depois da perda de Rattazzi (27 de outubro de 1867) militou na oposição.
Se dedicou sobretudo aos estudos literários. A sua obra mais importante é "La Storia delle Belle Lettere in Italia" (1844). Publicou uma segunda edição em 1855 com o título "Storia della Letteratura italiana". A obra subordinava a literatura ao elemento político. Por Emiliani-Giudici o "período da literatura original" italiana andava dos inícios aos finais em Lorenzo de Medici; seguia a "idade da decadência" (século XVI e século XVII); a literatura italiana melhorou um pouco com Alfieri, mas este ressurgimento vinha sufocado sob o nascer do romanticismo, importado da França.

## Obras
- Storia delle Belle Lettere in Italia, 1844 (reimpressa em 1855 com o título de "Storia della letteratura italiana")
- I quattro poeti italiani, con apposite prefazioni e commento di P. Emiliani-Giudici, 1845
- Florilegio dei lirici più insigni d'Italia, preceduto da un discorso di P. Emiliani-Giudici, 1846
- Beppe Arpia, 1851 (romanzo)
- Storia dei Comuni italiani, 1851-1855
- Storia del Teatro in Italia, 1860 (incompiuta)
- Storia politica dei Municipi italiani, 1864-1866

Emiliani-Giudici traduziu também a Storia d'Inghilterra (História da Inglaterra) de Thomas Babington Macaulay.

## Textos online
- Paolo Emiliani Giudici. Storia della letteratura italiana, Firenze, F. Le Monnier, II edizione, 1855: Vol. I , Vol. II
- Paolo Emiliani Giudici. Storia della letteratura italiana, Firenze, F. Le Monnier, IV edizione, 1865: Vol. I , vol. II
- Paolo Emiliani Giudici. Storia del teatro in Italia, Milano ; Torino : Casa editrice italiana di M. Guigoni, 1860
- Paolo Emiliani Giudici. Storia dei Comuni italiani, Firenze, F. Le Monnier, 1864-1866, Vol. I  , Vol. II , Vol. III
- Paolo Emiliani Giudici. Florilegio dei lirici più insigni d'Italia: volume unico, preceduto da un discorso di Paolo Emiliani-Giudici, Firenze, Poligrafia Italiana, 1848
- Torquato Tasso. Prose filosofiche di Torquato Tasso, a cura di Paolo Emiliani-Giudici, Firenze, A. Parenti, 1847, Vol. I  e II
- Gian Vincenzo Gravina, Prose, per cura di Paolo Emiliani-Giudici, Firenze, Barbera, Bianchi e Comp., 1857